# Starnberger See (gemeindefreies Gebiet)

Starnberger See

Das gemeindefreie Gebiet Starnberger See liegt in Oberbayern.
Das 56,88 km²  große Gebiet umfasst den namensgebenden Starnberger See, ist dem Landkreis Starnberg zugeordnet und grenzt an die Landkreise Bad Tölz-Wolfratshausen im Osten und Weilheim-Schongau im Süden.
Die einzige Insel im Starnberger See, die vor der Westküste vor Feldafing liegende rund 2,5 Hektar große Roseninsel, zählt nicht zum gemeindefreien Gebiet, sondern zur Gemeinde Feldafing.
Deckungsgleich mit dem gemeindefreien Gebiet Starnberger See ist die Gemarkung Starnberger See.

## Lage
Folgende Gemeinden haben Anteil am Seeufer und grenzen somit an das gemeindefreie Gebiet (im Uhrzeigersinn, beginnend im Norden):
1. Starnberg (Norden, Landkreis Starnberg)
2. Berg (Nordosten, Landkreis Starnberg) mit den Ortsteilen Kempfenhausen, Berg und Leoni
3. Münsing (Südosten, Landkreis Bad Tölz-Wolfratshausen) mit den Ortsteilen Ammerland, Ambach, Sankt Heinrich und Seeheim
4. Seeshaupt (Süden, Landkreis Weilheim-Schongau) und der Ortsteil Seeseiten
5. Bernried (Südwesten, Landkreis Weilheim-Schongau)
6. Tutzing (Westen, Landkreis Starnberg) und der Ortsteil Unterzeismering
7. Feldafing (Nordwesten, Landkreis Starnberg) und der Ortsteil Garatshausen
8. Pöcking (Nordwesten, Landkreis Starnberg) mit den Ortsteilen Possenhofen und Niederpöcking